# 1566
Cette page concerne l'année 1566  du calendrier julien.
L'année 1566 est une année commune qui commence un mardi.

## Événements
- 6 juin : victoire de l'empereur moghol Akbar sur les Ouzbeks révoltés près de Sakrawal, sur les bords du Gange[1].
- 24 septembre : Sélim II prend ses fonctions de sultan ottoman à Constantinople (fin en 1574)[2].
- 5 décembre : Sélim II doit faire face à une mutinerie des janissaires qui exigent un important don de joyeux avènement sous menace de déposition[2]. Il délaisse ensuite les affaires de l’État pour la débauche et le vin. Il confie le pouvoir à son grand vizir. L'Empire ottoman est à son apogée.

- Henrique Ier succède à Bernardo comme manicongo au Congo, mais est tué quelques mois plus tard au cours d’une expédition contre les tribus voisines[3].
- Mongolie : le prince des Ordos, Koutougtaï-Setchen Kongtaïdji (prince sacro-sage) ramène du Tibet des lamas qui le convertissent au lamaïsme[4].
- En Inde, Akbar installe sa capitale à Âgrâ[5].

### Europe

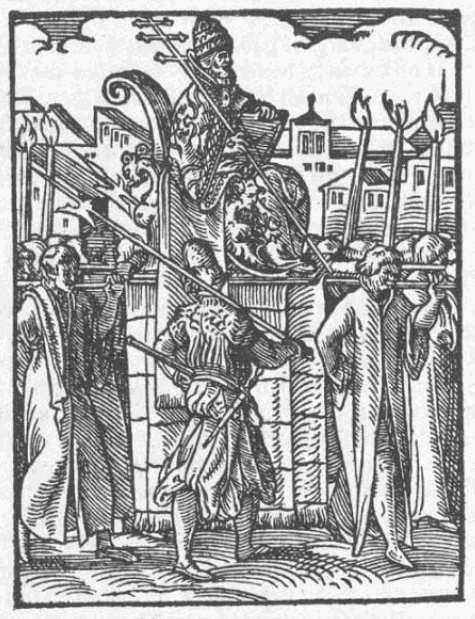
17 janvier : couronnement de Pie V. Grand inquisiteur depuis 1558, le pape s’efforce d’appliquer les réformes du concile de Trente, punit la simonie, refuse de ratifier l’élection d’évêques trop jeunes, et ordonne aux évêques de résider dans leur diocèse sous peine de déposition.

- 7 janvier : élection d'Antoine Michel Ghislieri qui devient le pape Pie V[6].
- 17 janvier : Couronnement du pape Pie V[6].

- 9 mars, Écosse : Darnley assassine le favori de Marie Stuart, David Rizzio, sous les yeux de celle-ci, au palais de Holyrood. Devant la révolte des Lords protestants, le couple royal doit se réfugier dans la citadelle de Dunbar où il est secouru par une armée commandée par Bothwell[7].

- 5 avril, Bruxelles : compromis des Nobles. Pétition dirigée contre l’Inquisition pour le respect des libertés des provinces des Pays-Bas, rédigée par ceux qui deviendront les « Gueux. » Début de la Révolte des gueux contre le pouvoir espagnol aux Pays-Bas. Les seigneurs se réunissent et réclament le libre service des franchises et le libre choix de la religion. La régente Marguerite de Parme tente une politique de conciliation avec les calvinistes mais est désavouée par Philippe II d'Espagne[8].

- 14 avril : Chio, possession de Gênes, tombe aux mains des Turcs[2].

- Mai : tremblement de terre à Pouzzoles[9].

- 28 juin-21 juillet : deuxième convocation du Zemski sobor en Russie pour décider de la poursuite de la guerre contre la Lituanie[10]. Extension géographique du système de l’opritchnina en Russie[11].

- 26 juillet : victoire navale suédoise sur le Danemark et Lübeck à la bataille d'Öland[12].

- 5 août : le sultan Süleyman Ier assiège la forteresse de Szigetvár, défendue par les Croates et Hongrois de Nicolas Zrinyi, capitaine général de Transdanubie[13]. Ces derniers résistent jusqu’au 8 septembre, et périssent les armes à la main au cours d’une ultime sortie[2]. Cependant, Süleyman meurt de cause naturelle à cette période, et les Turcs, affaiblis par 20 000 morts lors de ce siège, ne poursuivent pas leur offensive vers Vienne cette année-là.

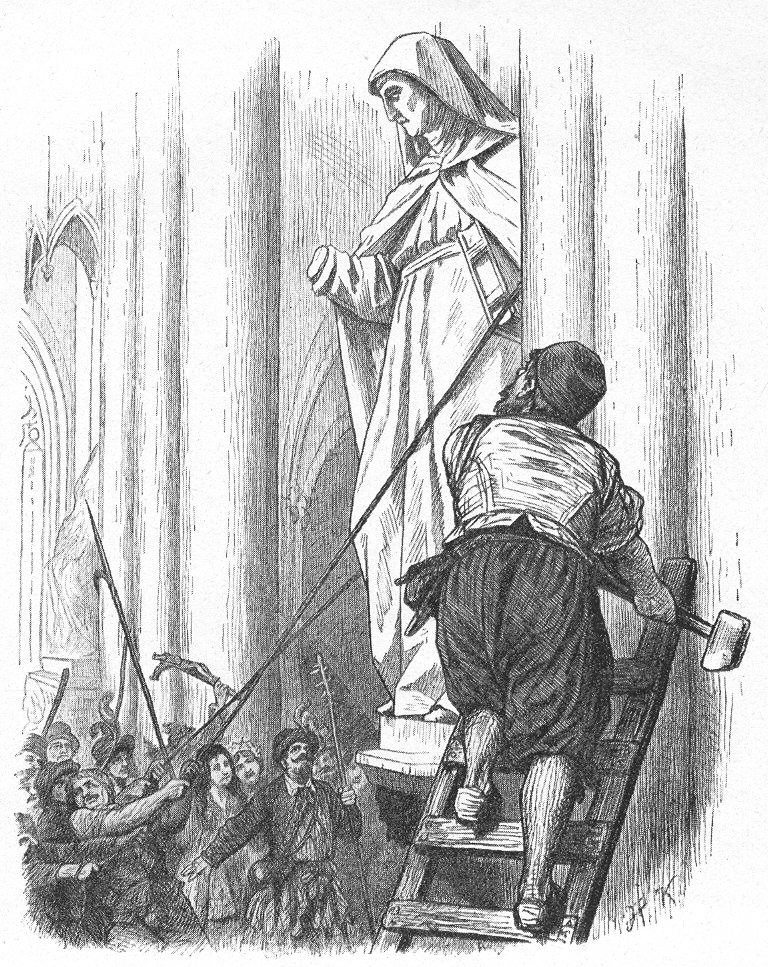
10 août : Beeldenstorm

- 10 août : émeutes iconoclastes (Beeldenstorm) des Protestants à Armentières aux Pays-Bas espagnols[14]. Les calvinistes se soulèvent et détruisent les églises. De nombreuses statues et peintures disparaissent dans les flammes. Elles divisent la révolte des Gueux entre catholiques et protestants.

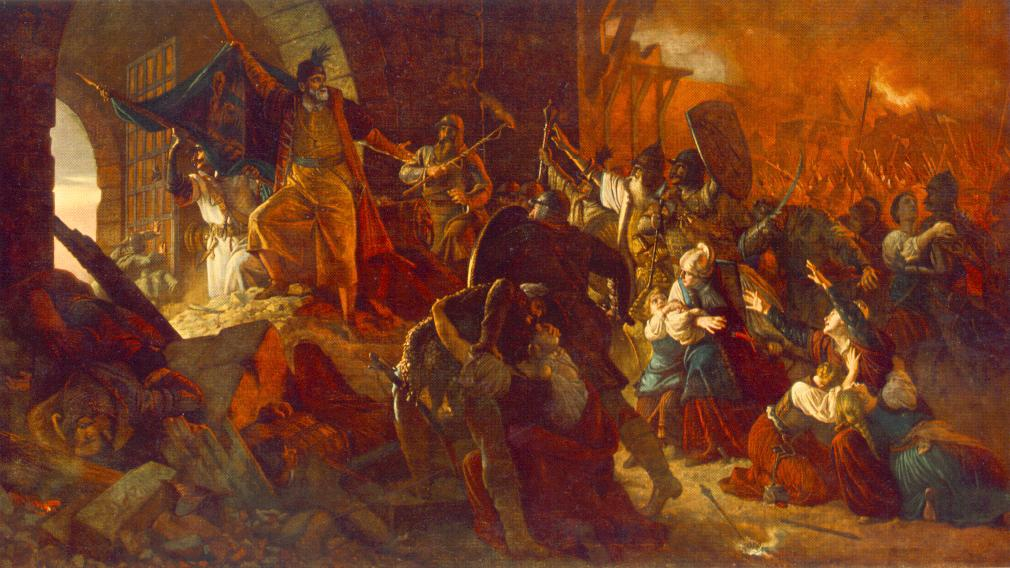
8 septembre : résistance de Nicolas Zrinyi à Szigetvár, toile de Bertalan Székely, 1879-85

- 3 octobre : Funchal est mise à sac par le flibustier Peyrot de Monluc, fils cadet de Blaise de Monluc, maréchal de France, qui est tué[15].
- 4 octobre : ouverture du collège jésuite d’Olomouc en Moravie (université en 1567)[16].
- 17 novembre : pragmatique interdisant l’usage de la langue arabe, du costume traditionnel et des bains publics en Espagne (publiée en janvier 1567)[17].

- Un firman de Süleyman précise la vassalité de la Transylvanie par rapport à la Porte : versement d'un tribut annuel de 10 000 ducats et droit par le sultan de confirmer l'élection du prince par la diète de Klausenburg[18]. Le prince de Transylvanie est maître de sa politique extérieure (droit de paix, de guerre, d’ambassade). Il doit respecter les droits des « trois Nations », hongroises, saxonne et sicule (les Roumains ne participent pas à la vie politique sauf quelques familles nobles magyarisées).
- Le second statut de la Lituanie entre en vigueur[19].
- Peste en Europe, dite peste de Hongrie[20].

## Naissances en 1566
- 2 janvier : Luisa Carvajal y Mendoza, poétesse, écrivaine et bienheureuse née en Espagne († 2 janvier 1614).
- 12 janvier : Paul Estienne, imprimeur mort à Genève ((† 1627).
- 13 janvier : Marie de Brunswick-Lunebourg, princesse de Brunswick-Wolfenbüttel († 13 août 1626).
- 15 janvier : Philipp Uffenbach, peintre, illustrateur, aquarelliste, graveur et cartographe allemand († 6 avril 1636).
- 17 janvier : Anne-Catherine de Mantoue, archiduchesse d'Autriche († 3 août 1621).
- 18 janvier : Honoré de Paris, prêtre capucin français († 26 septembre 1624).
- 24 janvier : Angelo Notari, compositeur italien († décembre 1663).

- 1er février : Barbe Acarie, animatrice française d'un cercle religieux († 18 avril 1618).
- 18 février : Francesco Erizzo, 98e doge de Venise († 3 janvier 1646).

- 8 mars :
  - Giuseppe Biancani, prêtre jésuite, astronome, sélénographe et mathématicien italien († 7 juin 1624).
  - Carlo Gesualdo, compositeur et membre de la noblesse italienne († 8 septembre 1613).

- 2 avril : Marie-Madeleine de Pazzi, carmélite italienne de l'ancienne observance († 25 mai 1607).
- 22 avril : Ottavio Gaetani, prêtre jésuite, historien et érudit italien († 8 mars 1620).

- 1er mai : Michiel Jansz. van Mierevelt, peintre du siècle d'or hollandais († 27 juin 1641)
- 26 mai : Mehmed III, 13e sultan ottoman († 22 décembre 1603).
- ? mai : Tomàs Maluenda, religieux de l'ordre des Prêcheurs et historien espagnol († 7 mai 1628).

- 3 juin : Gerolamo Bassano, peintre maniériste italien de l'école vénitienne († 8 novembre 1621).
- 4 juin : Michel Luette, militaire français († septembre 1621).
- 9 juin[7] : Jacques VI d'Écosse, fils de Marie Stuart et de Darnley, qui deviendra Jacques Ier d'Angleterre (James Ier). Il donne à la dynastie une durée et renforce ses prétentions à la succession au trône d’Angleterre († 27 mars 1625).
- 20 juin : Zygmunt Vasa, roi de Pologne et de Suède († 19 avril 1632).

- 9 juillet : Jean-Ernest de Saxe-Eisenach, fondateur de la lignée des Saxe-Eisenach († 23 octobre 1638).

- 5 août : Georg Ludwig Frobenius, historien, mathématicien, libraire et éditeur allemand († 21 juillet 1645).
- 12 août : Isabelle-Claire-Eugénie d'Autriche, duchesse de Bourgogne, archiduchesse d'Autriche et infante d'Espagne († 1er décembre 1633).
- 19 août : Onodera Yoshimichi, samouraï († 8 janvier 1646).
- 24 août : Abraham Scultetus, professeur de théologie allemand († 24 octobre 1625).
- ? août : Benjamin Aubery du Maurier, haut fonctionnaire français († 10 août 1636).

- 1er septembre : Edward Alleyn, acteur anglais († 25 novembre 1626).

- 13 octobre : Richard Boyle, 1er comte de Cork, homme politique d'origine anglaise qui est lord trésorier du royaume d'Irlande († 15 septembre 1643).

- 3 novembre : Charles de Bourbon-Soissons, prince de sang français des guerres de Religion († 1er novembre 1612).
- 6 novembre : Nicolas Lespagnol, lieutenant des habitants de Reims († 23 janvier 1628).
- 9 novembre :
  - Amos Barbot de Buzay, magistrat et historien français († 22 février 1625).
  - Christian de Brunswick-Lunebourg, duc de Brunswick-Lunebourg et prince de Lunebourg († 8 novembre 1633).
- 10 novembre : Robert Devereux, 2e comte d’Essex, un favori d'Élisabeth Ire d'Angleterre († 25 février 1601).
- 21 novembre :
  - Francesco Cennini de' Salamandri, cardinal italien († 2 octobre 1645).
  - Stefano Pignatelli, cardinal italien († 12 août 1623).
- 25 novembre : Christoph von Rappe, chancelier du duché de Prusse († 2 août 1619).
- 26 novembre : Francesco Bracciolini, poète italien († 31 août 1645).
- 28 novembre :
  - Francesco Contarini, 95e doge de Venise († 6 décembre 1624).
  - Peter Uffenbach, médecin allemand († 23 octobre 1635).

- 1er décembre : Philippe de Nassau-Dillenbourg, comte de Nassau, de Katzenelnbogen, Vianden et Dietz († 3 septembre 1595).
- 4 décembre : Claude Dausque, humaniste, helléniste, érudit et religieux, chanoine à Tournai († 17 janvier 1644).
- 11 décembre : Manuel Cardoso, compositeur et organiste portugais († 24 novembre 1650).
- 30 décembre :
  - Alessandro Piccinini, luthiste, théorbiste et compositeur italien († 1638).
  - Jean Savaron, magistrat, jurisconsulte et historien français († 27 novembre 1622).

- Date précise inconnue :
  - Akashi Takenori, samouraï de la fin de l'époque Azuchi-Momoyama et du début de l'époque d'Edo († 1618).
  - Marie Alvequin, religieuse française († 25 janvier 1648).
  - Isaac Arnauld, intendant des finances français († 14 octobre 1617).
  - Giovanni Baglione, peintre et historien de l'art italien († 30 décembre 1643).
  - Philippe de Béthune, homme d'armes, gentilhomme de l'administration royale et diplomate français († 18 avril 1649).
  - Antonio Caetani, cardinal italien († 17 mars 1624).
  - Francisco Caldeira Castelo Branco, officier militaire portugais († 1619).
  - Pyramus de Candolle, calviniste français devenu imprimeur († 17 septembre 1626).
  - Domenico Carpinoni, peintre italien († 11 juin 1658).
  - William Cecil, 2e comte d'Exeter, noble, homme politique et pair anglais († 6 juillet 1640).
  - Pietro Cerone, prêtre, chanteur et théoricien de la musique italien († mai 1625).
  - Bartolomeo Cesi, cardinal italien († 18 octobre 1621).
  - Richard Cocks, chef du comptoir commercial de la Compagnie anglaise des Indes orientales à Hirado, Japon († 1624).
  - Dominique Collins, frère jésuite irlandais († 31 octobre 1602).
  - Antonio Contin, architecte italien († 15 juillet 1600).
  - Innocenzo del Bufalo, cardinal italien († 27 mars 1610).
  - Thomas Erskine, 1er comte de Kellie, pair écossais († 12 juin 1639).
  - Andreas Eudaemon-Joannes, prêtre jésuite, philosophe, théologien et écrivain grec († 24 décembre 1625).
  - Georg Flegel, peintre allemand († 23 mars 1638).
  - Ferenc Forgách de Ghymes, cardinal hongrois († 16 octobre 1615).
  - Diego de Guzmán Haros, cardinal espagnol († 21 janvier 1631).
  - Salomon Henrix,  maître écrivain néerlandais († après 1650).
  - Honda Masazumi, samouraï de l'époque Azuchi Momoyama et du début de l'époque d'Edo qui servait le clan Tokugawa († 5 avril 1637).
  - Jean III de Frise orientale, prince de la maison Cirksena et  comte de Rietberg († 23 janvier 1625).
  - Ján Jesenský, médecin, homme politique et philosophe slovaque († 21 juin 1621).
  - Kobayakawa Hidekane, samouraï († 24 avril 1601).
  - Claude de La Trémoille, gentilhomme français († 25 octobre 1604).
  - Charles Loyseau,  jurisconsulte français († 25 octobre 1627).
  - Martín de Argüelles, premier enfant blanc connu à être né dans ce qui est maintenant les États-Unis († 1630).
  - Ludovic Martini, ecclésiastique niçois, évêque d'Aoste († 10 décembre 1621).
  - Matsudaira Iekiyo, samouraï de la fin de l'époque Azuchi Momoyama et du début de l'époque d'Edo au service du clan Tokugawa et plus tard, daimyo († 3 février 1611).
  - Mohammed ech-Cheikh el-Mamoun, huitième sultan de la dynastie saadienne († 1613).
  - Philibert Monet, lexicographe français († 31 mars 1643).
  - Françoise de Montmorency-Fosseux, aristocrate française († 6 décembre 1641).
  - Fynes Moryson, voyageur et écrivain anglais († 12 février 1630).
  - Pierre Motin, poète français († 1612).
  - Sante Peranda, peintre baroque italien de l'école vénitienne († 1638).
  - Pierre de Puiseaux, membre de la Compagnie de la Nouvelle-France puis de la Société Notre-Dame († décembre 1650).
  - François III de Rye, ecclésiastique français († 17 avril 1637).
  - Sanada Nobuyuki, daimyo des époques Azuchi Momoyama et Edo de l'histoire du Japon († 12 novembre 1658).
  - Shiga Chikatsugu, samouraï de l'époque Sengoku et du début de l'époque d'Edo († 1660).
  - Filippo Spinelli, cardinal italien († 25 mai 1616).
  - Michelangelo Tonti, cardinal italien († 21 avril 1622).
  - Francesco Villamena, graveur italien († 6 juillet 1625).
  - Claude-Enoch Virey, homme politique français († 25 juillet 1636).
  - Caterina Vitale, pharmacienne et chimiste à Malte († 1619).
  - Wybrand van Warwijck, navigateur et amiral hollandais († 11 juillet 1615).
  - Joachim Wtewael, peintre maniériste flamand († 1er août 1638).

- Vers 1566 :
  - William Brewster, prédicateur de la Colonie de Plymouth († 10 avril 1644).
  - Jean Yeuwain, homme de lettres originaire des Pays-Bas espagnols († vers 1626).

## Décès en 1566
- 6 janvier :
  - Francesco II Gonzaga, cardinal italien (° 6 décembre 1538).
  - Jan Utenhove, auteur originaire des anciens Pays-Bas (° 1516).

- 3 février : Georges Cassander, chargé par Ferdinand de pacifier les esprits entre catholiques et protestants dans l’empire (° 15 août 1513).
- 24 février : Mimura Iechika, daimyo de l'époque Sengoku (° 1517).

- 26 mars : Antonio de Cabezón, organiste et compositeur espagnol (° 1510).
- 28 mars : Sigismund von Herberstein, diplomate des Habsbourg (né en 1486), auteur des Rerum moscovitarum commentarii (° 23 août 1486).

- 4 avril : Daniele da Volterra, sculpteur et peintre maniériste italien de la Renaissance tardive (° 1509).
- 16 avril : Juan Correa de Vivar, peintre espagnol (° vers 1510).
- 23 avril : Claude de Savoie, gouverneur et grand Sénéchal de Provence (° 7 mars 1507).
- 25 avril : Louise Labé, poétesse française (° 1524).
- 26 avril : Diane de Poitiers, comtesse de Saint-Vallier, duchesse d'Étampes, duchesse de Valentinois, favorite du roi de France Henri II (° 9 janvier 1500).
- 29 avril : Jean Suau, cardinal français (° 1503).

- 4 mai : Luca Ghini, botaniste italien (° 1490).
- 10 mai : Leonhart Fuchs, botaniste suisse (° 17 septembre 1501).

- 20 juin : Henri Cleutin, gentilhomme de la Maison du roi, puis ambassadeur de Marie Ire d'Écosse (° 1510).
- Avant juin 1566 : Luigi Dentice, compositeur, chanteur  et luthiste italien (° 1510)[21].

- 2 juillet : Michel de Notre-Dame dit Nostradamus, apothicaire et médecin français, auteur de prophéties (° 14 décembre 1503).
- 17 juillet : Bartolomé de Las Casas prètre, défenseur des indiens lors de la Controverse de Valladolid (° 1474).
- 26 juillet : Konoe Taneie, noble de cour japonais (° 1503).
- 30 juillet : Guillaume Rondelet, médecin et un naturaliste français (° 27 septembre 1507).

- 29 août : Francesco Crasso, cardinal italien (° 1500).
- ? août : Lambert Lombard, peintre, architecte, graveur, archéologue, collectionneur, numismate, mythographe, homme de lettres et historien de l'art liégeois (° 1505 ou 1506).

- 1er septembre : Jean V de Parthenay, noble français protestant (° 1512).
- 2 septembre : Taddeo Zuccaro, peintre italien maniériste (° 1529).
- 7 septembre : Soliman le Magnifique, souverain Ottoman[2] (° 6 novembre 1494).
- 8 septembre : Nikola Šubić Zrinski, militaire, homme d'État et écrivain croate (et hongrois) (° 1508).

- 14 novembre : Pier Francesco Ferrero, cardinal italien (° 1510).
- 17 novembre : Annibal Caro, poète et traducteur italien de la Renaissance (° 6 juin 1507).

- 1er décembre : Francisco Mendoza de Bobadilla, cardinal espagnol (° 25 septembre 1508).
- 14 décembre : René II d'Elbeuf, baron d'Elbeuf puis marquis d'Elbeuf (° 14 août 1536).
- 27 décembre : Charles Dumoulin (Molinaeus)  jurisconsulte français (° 1500)[22].

- Date précise inconnue :
  - Pierre Boaistuau, compilateur, traducteur et écrivain français (° 1517).
  - Giovanni Caroto, peintre italien de l'école véronaise (° 1488).
  - Bartholomé Djurdjevic, écrivain croate (° 1506).
  - Ensapa Lobsang Döndrup, religieux bouddhiste tibétain (° 1505).
  - Diogo de Torralva, sculpteur et architecte (° 1500).
  - Tsouglag Trengwa, historien tibétain (° 1504).